# Tantilla planiceps
Tantilla planiceps är en ormart som beskrevs av Blainville 1835. Tantilla planiceps ingår i släktet Tantilla och familjen snokar. Inga underarter finns listade i Catalogue of Life.
Denna orm förekommer med flera från varandra skilda populationer i Kalifornien (USA) från San Francisco söderut samt på halvön Baja California (Mexiko). Arten lever i låglandet och i bergstrakter upp till 1220 meter över havet. Habitatet varierar mellan gräsmarker, buskskogar och skogar. Tantilla planiceps gömmer sig på dagen i lövskiktet, under stenar eller under annan bråte och letar på natten efter föda. Honor lägger ägg.
För beståndet är inga hot kända. Hela populationen anses vara stabil. IUCN kategoriserar arten globalt som livskraftig.